# Ristijärvi (Jukkasjärvi socken, Lappland, 757906-174897)
Ristijärvi är en sjö i Kiruna kommun i Lappland och ingår i Torneälvens huvudavrinningsområde. Ristijärvi ligger i Torneträsk-Soppero fjällurskog Natura 2000-område.